# Godzilla's Revenge
Godzilla's Revenge är en japansk film från 1969 regisserad av Ishiro Honda. Det är den tionde filmen om det klassiska filmmonstret Godzilla.